# 新生乡 (拜泉县)
新生乡，是中华人民共和国黑龙江省齐齐哈尔市拜泉县下辖的一个乡镇级行政单位。

## 行政区划
新生乡下辖以下地区：
新生村、永发村、互助村、致富村、和发村、卫东村、兴安村、自新村、青山村和光复村。